# Maratona aquática no Campeonato Europeu de Esportes Aquáticos de 2022 - 10 km masculino
Os 10 km da maratona aquática masculina da maratona aquática no Campeonato Europeu de Esportes Aquáticos de 2022 ocorreu no dia 21 de agosto, em Óstia na Itália.

## Calendário
| Fase  | Data         | Hora  |
| ----- | ------------ | ----- |
| Final | 21 de agosto | 10:00 |

Todos os horários estão no horário local (UTC+1)

## Medalhistas
| Ouro                    | Prata                      | Bronze               |
| Domenico Acerenza (ITA) | Marc-Antoine Olivier (FRA) | Logan Fontaine (FRA) |

## Resultados
Esses foram os resultados da competição.
| Pos.              | Nadador                | Nacionalidade | Tempo     |
| ----------------- | ---------------------- | ------------- | --------- |
| Medalha de ouro   | Domenico Acerenza      | Itália        | 1:50:33.6 |
| Medalha de prata  | Marc-Antoine Olivier   | França        | 1:50:37.3 |
| Medalha de bronze | Logan Fontaine         | França        | 1:50:39.1 |
| 4                 | Matan Roditi           | Israel        | 1:50:56.6 |
| 5                 | Oliver Klemet          | Alemanha      | 1:51:04.8 |
| 6                 | Kristóf Rasovszky      | Hungria       | 1:51:04.9 |
| 7                 | Gregorio Paltrinieri   | Itália        | 1:51:12.7 |
| 8                 | Athanasios Kynigakis   | Grécia        | 1:51:14.3 |
| 9                 | Dávid Betlehem         | Hungria       | 1:52:09.8 |
| 10                | Guillem Pujol Belmonte | Espanha       | 1:54:01.6 |
| 11                | Martin Straka          | Chéquia       | 1:54:42.2 |
| 12                | Jan Hercog             | Áustria       | 1:55:37.5 |
| 13                | Andrea Manzi           | Itália        | 1:56:31.7 |
| 14                | Logan Vanhuys          | Bélgica       | 1:56:48.3 |
| 15                | Diogo Cardoso          | Portugal      | 1:56:56.5 |
| 16                | Ben Langner            | Alemanha      | 1:58:37.4 |
| 17                | Nathan Hughes          | Reino Unido   | 2:00:40.3 |
| 18                | Christian Schreiber    | Suíça         | 2:00:40.6 |
| 19                | Ondřej Zach            | Chéquia       | 2:00:44.2 |
| 20                | Michail Diasitis       | Grécia        | 2:02:24.2 |
| 21                | Péter Gálicz           | Hungria       | 2:10:14.7 |
| 22                | Tiago Campos           | Portugal      | DNF       |
| 22                | Tomáš Chocholatý       | Chéquia       | DNF       |
| 22                | Hector Pardoe          | Reino Unido   | DNF       |
| 22                | Tobias Robinson        | Reino Unido   | DNF       |
| 26                | Lars Bottelier         | Países Baixos | DNS       |
| 26                | Théo Druenne           | Mónaco        | DNS       |
| 26                | Grgo Mujan             | Croácia       | DNS       |
| 26                | Tomáš Peciar           | Eslováquia    | DNS       |
| 26                | Marcel Schouten        | Países Baixos | DNS       |